# Cormé (boisson)

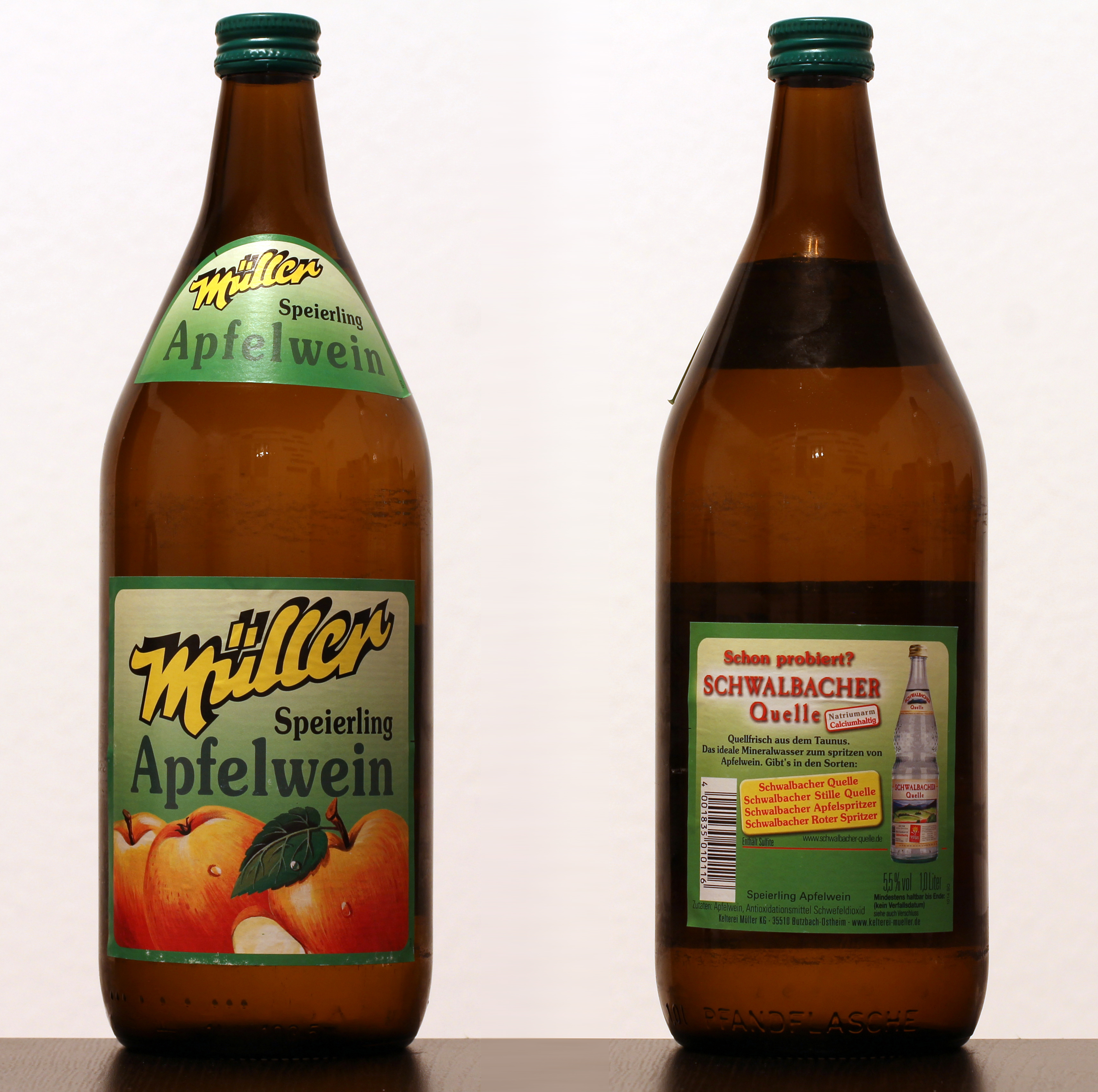
Une bouteille de cormé allemand, qui n'est pas du cidre contrairement à ce que l'emploi du terme Apfelwein peut laisser supposer.

Le cormé  est une boisson gazeuse faiblement alcoolisée fabriquée à partir de cormes, fruits du cormier.

## Fabrication
Après blettissement, les cormes sont fermentés dans de l'eau pour préparer une boisson faiblement alcoolisée.

## Consommation

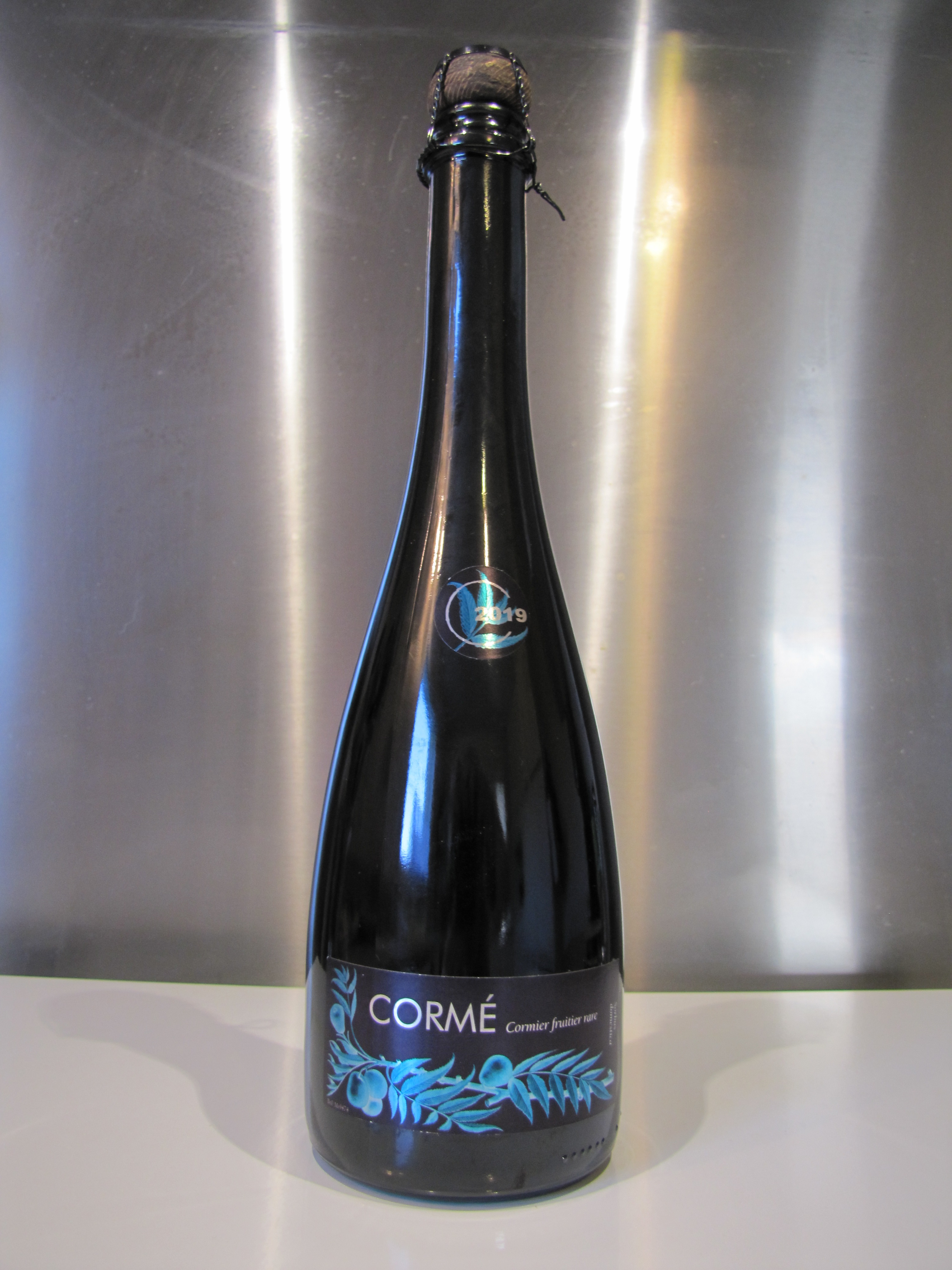
Bouteille de cormé français

Le cormier est rare en France : quelques spécimens poussent en Alsace, et également dans le Maine, notamment en Sarthe. Le cormé était d'usage courant au XVIIIe siècle, particulièrement dans les classes populaires.
Il est encore produit dans la région de Francfort sous le nom Speierling-Apfelwein.